# 青木淳
青木 淳（あおき じゅん、1956年（昭和31年）10月22日 - ）は、日本の建築家。（株）青木淳建築計画事務所主宰。日本建築学会賞、吉岡賞など受賞。

## 概要
- 青木のアトリエは、四年制（所員は四年で独立）という珍しいシステムを採用している。
- 教育者としては建築家を多く輩出している。

## 略歴
- 1956年　神奈川県横浜市生まれ[2]
- 1975年　神奈川県立小田原高等学校卒業[3]
- 1980年　東京大学工学部建築学科卒業[2]
- 1982年　東京大学大学院工学系研究科建築学専攻修士課程修了[2]
- 1982～91年　（株）磯崎新アトリエ勤務[2]
- 1991年　（株）青木淳建築計画事務所設立[2]
- 2019年　東京芸術大学美術学部建築科教授、多摩美術大学美術学部環境デザイン学科客員教授[4]
- 2020年8月　自身の設計事務所チーフを務めていた品川雅俊をパートナーに迎え、「青木淳建築計画事務所」を「AS」に改名することを発表[5]。

## 評価
ポストモダニズムの気質を残しつつ近代の思想を継承する建築家の一人である。また、彼の思想「白く塗れ」を提唱し、個々の作品ではモノ同士のヒエラルキーを無くすことを意図している。

## 受賞歴
- 第13回吉岡賞　（「S」にて、1997年）

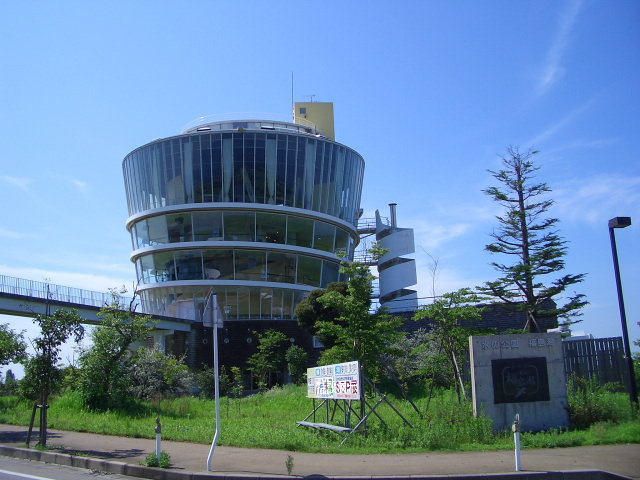
潟博物館（ビュー福島潟）

- 日本建築学会賞作品賞 （「潟博物館」 1999年）
- BCS賞（LOUIS VUITTON OMOTESANDOにて 2004年）
- 文化庁芸術選奨新人賞（2005年）
- グッドデザイン賞金賞（SIA青山ビルディング 2008年）
- 毎日芸術賞（2020年）
- JIA日本建築大賞（京都市京セラ美術館 2021年）

## 主な作品

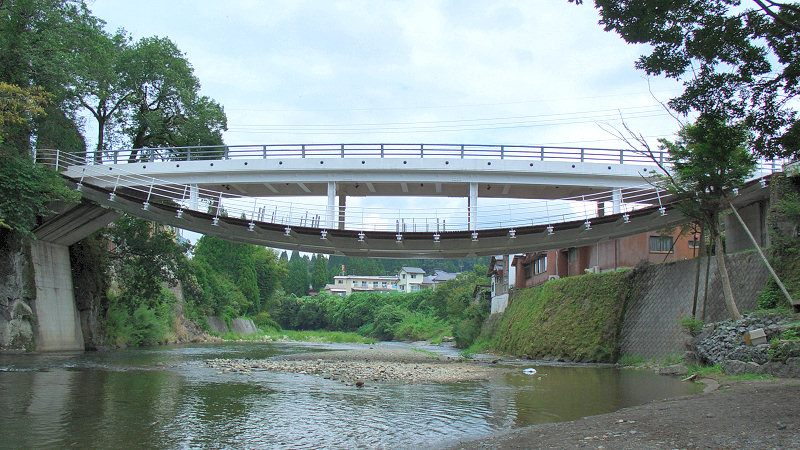
馬見原橋

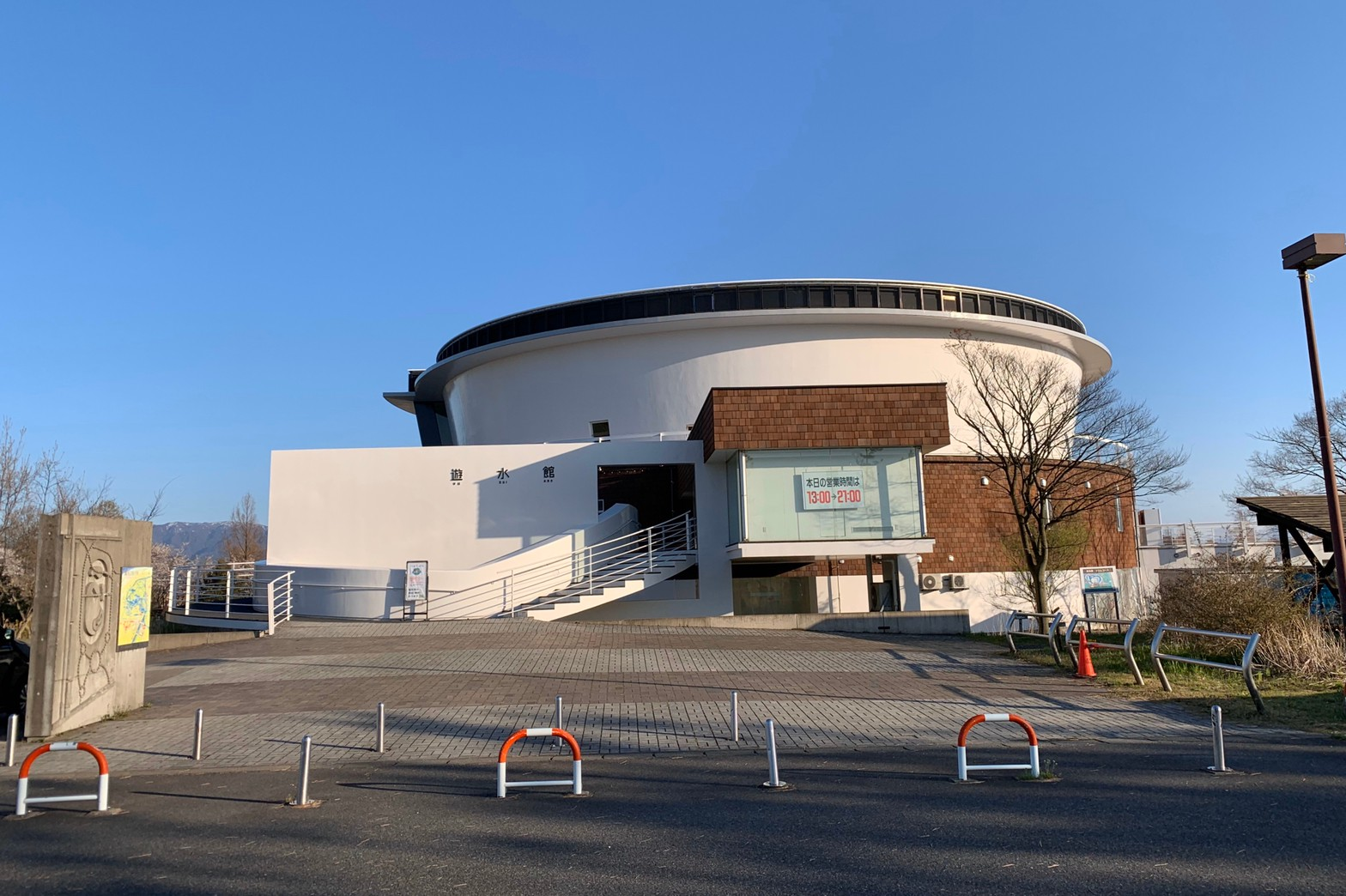
遊水館

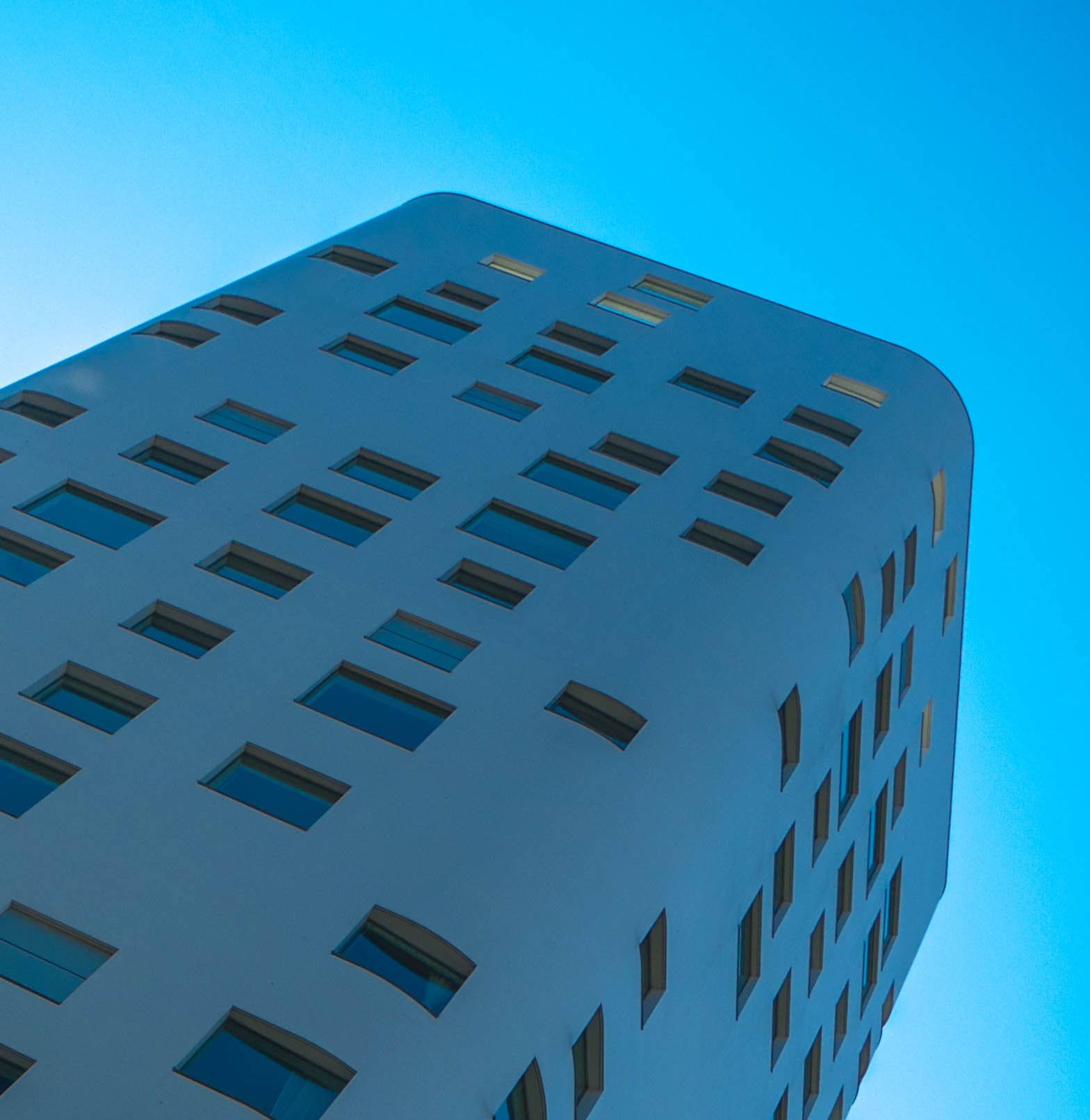
SIA青山ビルディング

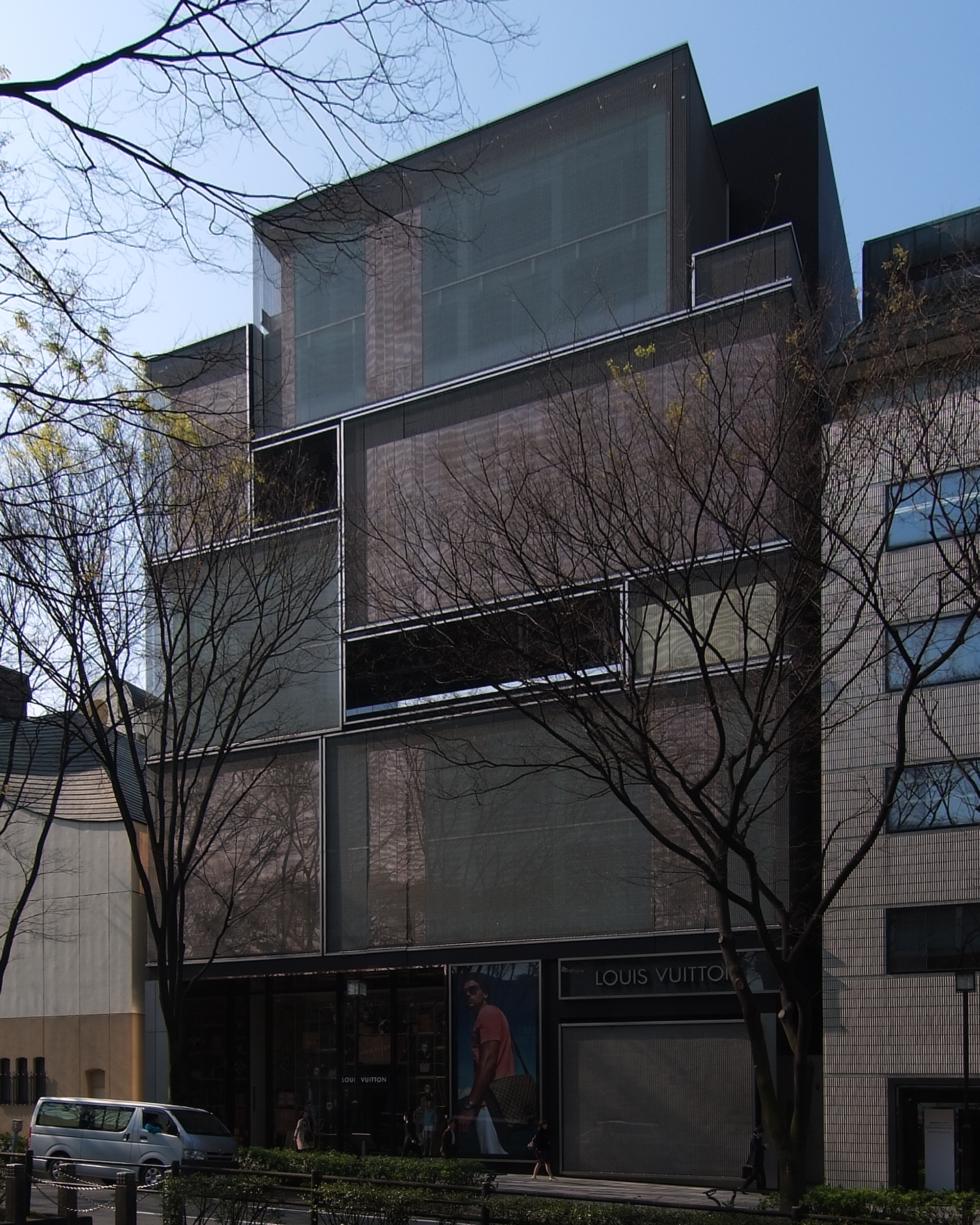
ルイ・ヴィトン表参道ビル

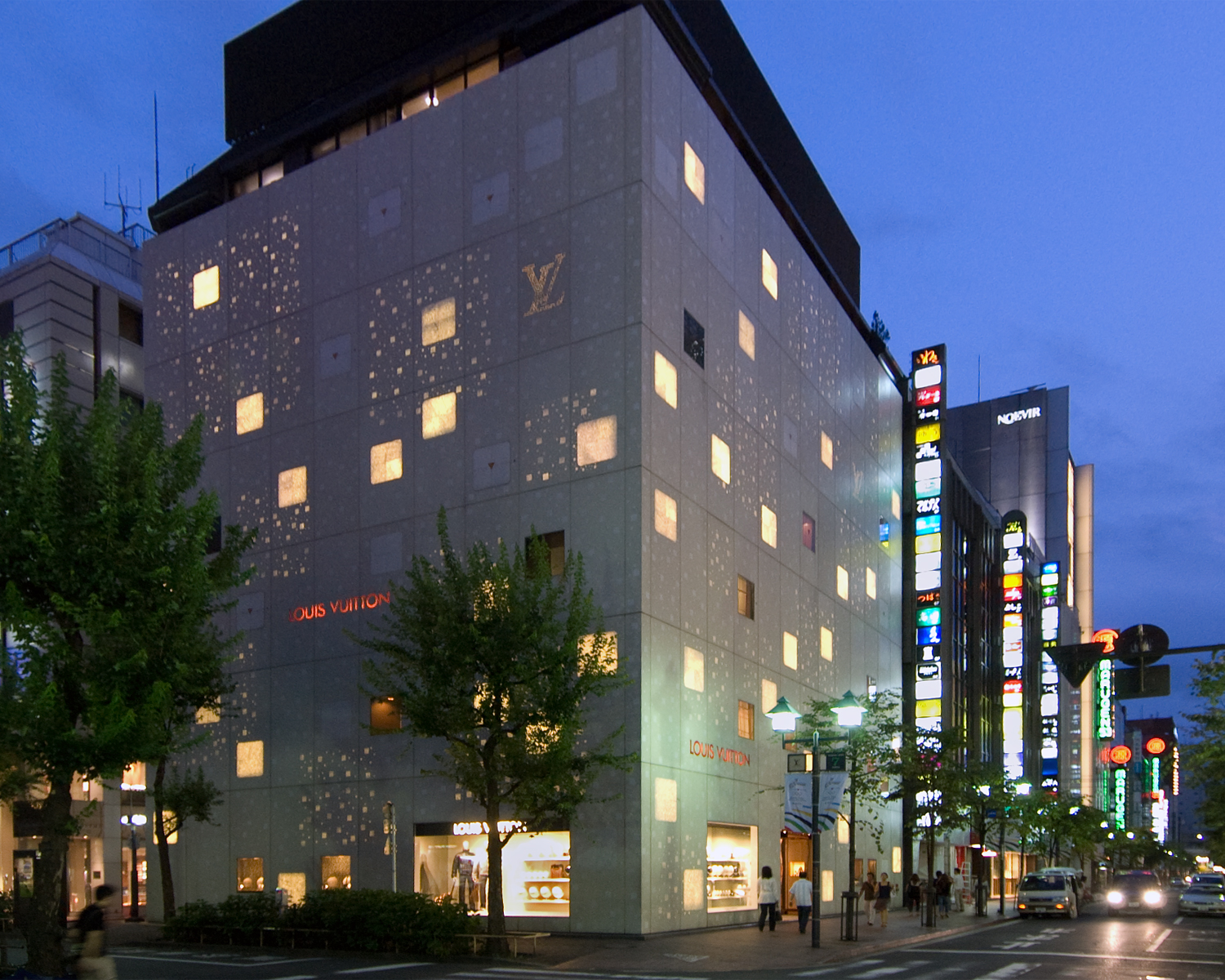
ルイ・ヴィトン銀座並木通り店

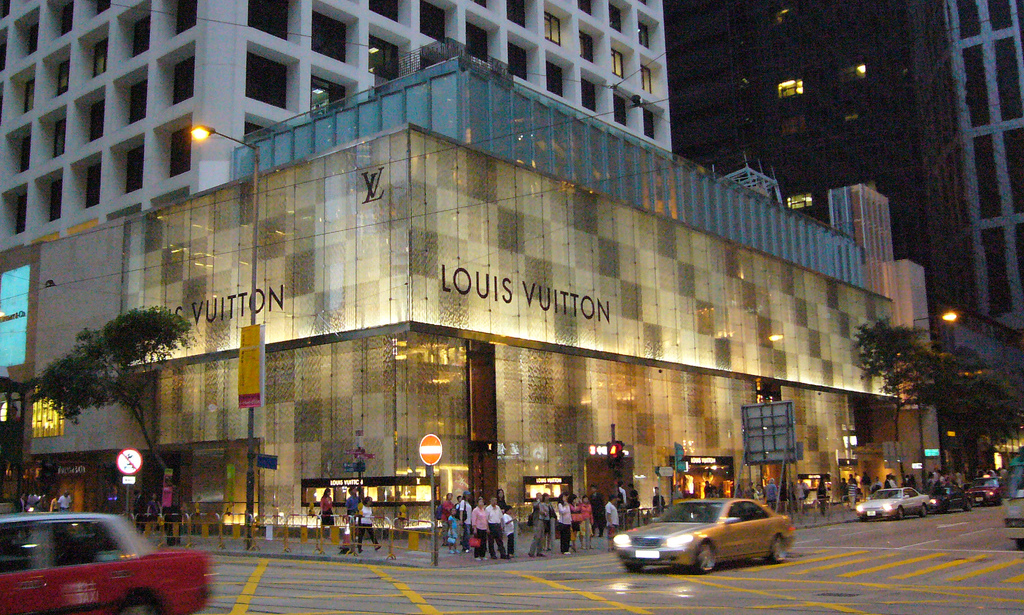
ルイ・ヴィトン香港ランドマーク店

- 1995年　馬見原橋（Executive Engineer: 中央技術コンサルタンツ九州支店／熊本県山都町（旧蘇陽町）
- 1997年　遊水館 (プール施設／新潟市北区)
- 1997年　潟博物館 (水の駅「ビュー福島潟」) (博物館／新潟市北区)
- 1998年　御杖村立御杖小学校（奈良県宇陀郡御杖村）
- 1999年　雪のまちみらい館
- 1999年　ルイ・ヴィトン名古屋ビル　(店舗（店舗内装を除く）／愛知県名古屋市)
- 2000年　ルイ・ヴィトン松屋銀座店　(店舗(外装)／東京都中央区)
- 2001年　「i」(住宅／東京都渋谷区)
- 2002年　ルイ・ヴィトン表参道ビル（店舗（店舗内装を除く）／東京都渋谷区）
- 2003年　MITSUBISHI MOTORS MOTOR SHOW
- 2003年　ルイ・ヴィトン六本木ヒルズ店（Eric Carlson、Aurelio Clementiと共同設計／店舗（店舗内装を除く）／東京都渋谷区）
- 2004年　ビュロー品川
- 2004年　NMNL　(事務所／東京都渋谷区)
- 2004年　「G」(住宅／東京都)
- 2004年　ルイ・ヴィトンニューヨーク　(店舗(外装)／ニューヨーク)
- 2004年　ルイ・ヴィトン銀座並木通り店　(店舗(外装)／東京都中央区)
- 2005年　青森県立美術館　(美術館／青森県青森市)
- 2006年　シェルハ バイ アフロート（東京都港区）
- 2006年　白い教会（Executive Architect: アトリエ・ジーアンドビー／大阪市住之江区）ハイアット・リージェンシー・大阪の結婚式場
- 2006年　ルイ・ヴィトン香港ランドマーク店（店舗（外装）／香港）
- 2007年　TARO NASU OSAKA（ギャラリー（内装）／大阪市中央区）
- 2008年　SIA青山ビル（現 ヒューリック青山第二ビル。Executive Architect: 鹿島建設／東京都渋谷区）
- 2008年　GO-SEES HIROO（写真スタジオ／東京都港区）
- 2008年　TARO NASU（ギャラリー（内装）／東京都中央区）
- 2010年　青々荘（集合住宅／東京都武蔵野市）
- 2012年　ルイ・ヴィトン博多店（店舗（外装）／福岡市中央区）
- 2012年　「m」（住宅／東京都世田谷区）
- 2014年　杉並区大宮前体育館（体育館／東京都杉並区）
- 2014年　三次市民ホールきりり（ホール／広島県三次市）
- 2016年　分じろう・十じろう　(市民交流センター／新潟県十日町市)
- 2019年　「X」　(住宅／東京都)
- 2019年　「W'」（ギャラリー／岡山県岡山市）
- 2019年　京都市京セラ美術館（美術館（改修）／京都府京都市）
- 2020年　ルイ・ヴィトンメゾン大阪御堂筋（大阪府大阪市）
- 2025年　ティファニー銀座 (店舗(外装)／東京都中央区)

## 著作
- 「住宅論—12のダイアローグ」（INAX出版、2000年）ISBN 4872750985
- 「Atmospherics」（TOTO出版、2000年）ISBN 4887061862
- 「原っぱと遊園地—建築にとってその場の質とは何か」（王国社、2004年）ISBN 4860730259
- 「青木淳 JUN AOKI COMPLETE WORKS〈2〉青森県立美術館」 （INAX出版、2006年）ISBN 4872751361

（鈴木理策が写真撮影を行っている）
- 「青木淳 1991‐1999」青木淳建築計画事務所 編著（彰国社、2006年）ISBN 4395241034
- 「家の？」（インデックスコミュニケーションズ、2006年）ISBN 475730370X
- 「青木淳/開口部のディテール」青木淳建築計画事務所 編著（彰国社、2007年）ISBN 4395111211
- 「原っぱと遊園地 2(見えの行き来から生まれるリアリティ)」（王国社、2008年）ISBN 4860730399
- 『青木淳|ノートブック』青木淳建築計画事務所 編集. 大和プレス, 2013.8
- 『JUN AOKI COMPLETE WORKS 3 (2005-2014)』鈴木心, 阿野太一 写真. LIXIL出版, 2016.3
- 『フラジャイル・コンセプト』(建築・都市レビュー叢書 NTT出版, 2018.5)
- 『くうきをつくる』（王国社、2024年） ISBN： 978ｰ4-86073-077-2

### 共著編
- 『青木淳Jun Aoki complete works 1(1991-2004)』保坂健二朗, モーセン・ムスタファヴィ共著. INAX出版, 2004.10

（阿野太一、中川敦玲、蜷川実花、ホンマタカシなどが写真撮影を行っている）
- 『G』ホンマタカシ, 秋山具義共著. 中央出版アノニマ・スタジオ, 2005.5
- 『青木淳Jun Aoki complete works 2（青森県立美術館）』椹木野衣,中山英之共著. INAX出版, 2006.7
- 『建築文学傑作選』選 (講談社文芸文庫 2017.3
- 井上章一と共著「イケズな東京　150年の良い遺産、ダメな遺産」（中公新書ラクレ、2022年）

### 翻訳
- ケネス・フランプトン 文,二川幸夫企画・撮影『近代建築の開花 1920-1945』 (モダン・アーキテクチュア）三宅理一共訳. エーディーエー・エディタ・トーキョー, 1998.11

## 青木事務所出身の建築家
- 乾久美子 - 1996～00年、所員。
- 高橋堅 - 1997～00年、所員。
- 寳神尚史 - 1999～05年、所員。
- 中村竜治 - 2000～03年、所員。
- 永山祐子 - 1998～02年、所員。
- 禿真哉 - 2000～03年、所員。
- 西澤徹夫 - 2000～06年、所員。
- 村山徹 - 2004～12年、所員。

## その他
- NTTドコモの携帯電話の絵文字（iモード絵文字）をデザインした（1999年）。海外でもemojiとして知られ、MoMAに収蔵されている[6]。
- トウキョウ建築コレクション2008、新建築住宅設計競技2009、TEPCOインターカレッジデザイン選手権など審査員を歴任。